# Jean Thierry Lazare
Jean Thierry Lazare Amani (Diégonéfla, 7 marzo 1998) è un calciatore ivoriano, centrocampista dell'Union Saint-Gilloise e della nazionale ivoriana,  con la quale ha vinto la Coppa d'Africa nel 2024.

## Statistiche

### Presenze e reti nei club
Statistiche aggiornate al 24 maggio 2025.
| Stagione                    | Club                        | Campionato                  | Campionato | Campionato | Coppe nazionali | Coppe nazionali | Coppe nazionali | Coppe continentali | Coppe continentali | Coppe continentali | Supercoppe | Supercoppe | Supercoppe | Totale | Totale |
| Stagione                    | Club                        | Comp                        | Pres       | Reti       | Comp            | Pres            | Reti            | Comp               | Pres               | Reti               | Comp       | Pres       | Reti       | Pres   | Reti   |
| --------------------------- | --------------------------- | --------------------------- | ---------- | ---------- | --------------- | --------------- | --------------- | ------------------ | ------------------ | ------------------ | ---------- | ---------- | ---------- | ------ | ------ |
| 2016-2017                   | Eupen                       | D1                          | 22+4       | 2+0        | CB              | 4               | 0               | -                  | -                  | -                  | -          | -          | -          | 30     | 2      |
| 2017-2018                   | Eupen                       | D1                          | 24+6       | 0          | CB              | 2               | 0               | -                  | -                  | -                  | -          | -          | -          | 32     | 0      |
| 2018-2019                   | Eupen                       | D1                          | 20+8       | 0+1        | CB              | 1               | 0               | -                  | -                  | -                  | -          | -          | -          | 29     | 1      |
| 2019-gen. 2020              | Eupen                       | D1                          | 7          | 1          | CB              | 1               | 0               | -                  | -                  | -                  | -          | -          | -          | 8      | 1      |
| Totale Eupen                | Totale Eupen                | Totale Eupen                | 73+18      | 3+1        |                 | 8               | 0               |                    | -                  | -                  |            | -          | -          | 99     | 4      |
| gen.-giu. 2020              | Charleroi                   | D1                          | 0          | 0          | CB              | 0               | 0               | -                  | -                  | -                  | -          | -          | -          | 0      | 0      |
| 2020-2021                   | Estoril Praia               | LdH                         | 21         | 1          | CP+CdL          | 5+1             | 2+0             | -                  | -                  | -                  | -          | -          | -          | 27     | 3      |
| 2021-2022                   | Union Saint-Gilloise        | D1                          | 34         | 2          | CB              | 2               | 1               | -                  | -                  | -                  | -          | -          | -          | 36     | 3      |
| 2022-2023                   | Union Saint-Gilloise        | D1                          | 36         | 3          | CB              | 5               | 2               | UCL+UEL            | 2+9                | 0+2                | -          | -          | -          | 52     | 7      |
| 2023-2024                   | Union Saint-Gilloise        | D1                          | 31         | 0          | CB              | 4               | 0               | UEL+UECL           | 8+2                | 0                  | -          | -          | -          | 45     | 0      |
| 2024-gen. 2025              | Union Saint-Gilloise        | D1                          | 11         | 0          | CB              | 0               | 0               | UCL+UEL            | 0                  | 0                  | SB         | 1          | 0          | 12     | 0      |
| Totale Union Saint-Gilloise | Totale Union Saint-Gilloise | Totale Union Saint-Gilloise | 112        | 5          |                 | 11              | 3               |                    | 21                 | 2                  |            | 1          | 0          | 145    | 10     |
| gen.-giu. 2025              | Standard Liegi              | D1                          | 18         | 2          | CB              | -               | -               | -                  | -                  | -                  | -          | -          | -          | 18     | 2      |
| Totale carriera             | Totale carriera             | Totale carriera             | 242        | 12         |                 | 25              | 5               |                    | 21                 | 2                  |            | 1          | 0          | 289    | 19     |

### Cronologia presenze e reti in nazionale
| Cronologia completa delle presenze e delle reti in nazionale ― Costa d'Avorio | Cronologia completa delle presenze e delle reti in nazionale ― Costa d'Avorio | Cronologia completa delle presenze e delle reti in nazionale ― Costa d'Avorio | Cronologia completa delle presenze e delle reti in nazionale ― Costa d'Avorio | Cronologia completa delle presenze e delle reti in nazionale ― Costa d'Avorio | Cronologia completa delle presenze e delle reti in nazionale ― Costa d'Avorio | Cronologia completa delle presenze e delle reti in nazionale ― Costa d'Avorio | Cronologia completa delle presenze e delle reti in nazionale ― Costa d'Avorio |
| Data                                                                          | Città                                                                         | In casa                                                                       | Risultato                                                                     | Ospiti                                                                        | Competizione                                                                  | Reti                                                                          | Note                                                                          |
| ----------------------------------------------------------------------------- | ----------------------------------------------------------------------------- | ----------------------------------------------------------------------------- | ----------------------------------------------------------------------------- | ----------------------------------------------------------------------------- | ----------------------------------------------------------------------------- | ----------------------------------------------------------------------------- | ----------------------------------------------------------------------------- |
| 6-1-2024                                                                      | San-Pédro                                                                     | Costa d'Avorio                                                                | 5 – 1                                                                         | Sierra Leone                                                                  | Amichevole                                                                    | 1                                                                             | 77’                                                                           |
| 7-2-2024                                                                      | Abidjan                                                                       | Costa d'Avorio                                                                | 1 – 0                                                                         | RD del Congo                                                                  | Coppa d'Africa 2023 - Semifinale                                              | -                                                                             | 61’                                                                           |
| 11-2-2024                                                                     | Abidjan                                                                       | Costa d'Avorio                                                                | 2 – 1                                                                         | Nigeria                                                                       | Coppa d'Africa 2023 - Finale                                                  | -                                                                             | 90+2’                                                                         |
| 26-3-2024                                                                     | Lens                                                                          | Costa d'Avorio                                                                | 2 – 1                                                                         | Uruguay                                                                       | Amichevole                                                                    | -                                                                             | 83’                                                                           |
| 7-6-2024                                                                      | Korhogo                                                                       | Costa d'Avorio                                                                | 1 – 0                                                                         | Gabon                                                                         | Qual. Mondiali 2026                                                           | -                                                                             | 65’                                                                           |
| 11-6-2024                                                                     | Lilongwe                                                                      | Kenya                                                                         | 0 – 0                                                                         | Costa d'Avorio                                                                | Qual. Mondiali 2026                                                           | -                                                                             | 77’                                                                           |
| 7-6-2025                                                                      | Toronto                                                                       | Nuova Zelanda                                                                 | 1 – 0                                                                         | Costa d'Avorio                                                                | Amichevole                                                                    | -                                                                             | 53’                                                                           |
| Totale                                                                        |                                                                               | Presenze                                                                      | 7                                                                             |                                                                               | Reti                                                                          | 1                                                                             |                                                                               |

## Palmarès

### Club

#### Competizioni nazionali
- Segunda Liga: 1

Estoril Praia: 2020-2021
- Coppa del Belgio: 1

Union Saint-Gilloise: 2023-2024
- Supercoppa del Belgio: 1

Union Saint-Gilloise: 2024

### Nazionale
- Coppa d'Africa: 1

Costa d'Avorio 2023